# Eupsophus insularis
Espèce
Synonymes
- Cystignathus insularis Philippi, 1902

Statut de conservation UICN

 CR B1ab(iii) : 
En danger critique
Eupsophus insularis est une espèce d'amphibiens de la famille des Alsodidae.

## Répartition
Cette espèce est endémique de l'île Mocha à 40 km de la côte de la région du Biobío au Chili. Elle se rencontre entre 20 et 250 m d'altitude.

## Publication originale
- Philippi, 1902 : Suplemento a los batracios Chilenos descritos en la Historia Fisica y Politica de Chile de don Claudio Gay, p. 1-161.